# Yi Munyôl
Det här är en artikel om en person med koreanskt personnamn; Yi är familjenamnet.
Yi Munyôl (이문열), född 18 maj 1948 i Yongyang, är en sydkoreansk författare. Han räknas som en av de mest betydande koreanska författarna. Hans far bytte under Koreakriget sida från Syd- till Nordkorea, vilket satt djupa spår i Yis författarskap.